# إد باها مومن (أربعاء آيت عبد الله)
إد باها مومن هي إحدى مشيخات المملكة المغربية، تتبع جغرافيا لإقليم سيدي إفني وإداريًا لأربعاء آيت عبد الله. يقدر عدد سكانها بـ 1342 نسمة حسب الإحصاء الرسمي للسكان والسكنى لسنة 2004.